# Supercopa de España de Fútbol 1983
La Supercopa de España de 1983 fue la II edición del torneo, correspondiente a la temporada 1983-84. Se disputó entre el campeón de Liga 1982-83, el Athletic Club, y el campeón de la Copa del Rey de 1982-83, el F. C. Barcelona. 
Se jugó en partidos de ida y vuelta, el 26 de octubre en Bilbao y el 30 de noviembre en Barcelona.
El F. C. Barcelona fue el campeón del torneo por 3-2 en el cómputo global.
| Bandera del País Vasco | 2 - 3 | Bandera de Cataluña |
| Athletic Club 1        | 2 - 3 | F. C. Barcelona 3 0 |
| ---------------------- | ----- | ------------------- |

## Supercopa de 1983
| Athletic Club   |  | Bandera del País Vasco |  | Campeón de la Primera División de España (1982-83) |
| F. C. Barcelona |  | Bandera de Cataluña    |  | Campeón de la Copa del Rey de fútbol (1982-83)     |

### Partido de ida
| 26 de octubre de 1983 20:00 CET | Athletic Club | 1 – 3 | F. C. Barcelona                        | Estadio San Mamés, Bilbao,                                 |                                                            |
|                                 | Sarabia 45'   |       | Alexanko 31' · Carrasco 48' · Rojo 77' | Asistencia: 38 000 espectadores Árbitro(s): García de Loza | Asistencia: 38 000 espectadores Árbitro(s): García de Loza |

|  |  |

| Athletic Club:  |  |                        |  |     |
|                 |  |                        |  |     |
| POR             |  | Andoni Zubizarreta     |  |     |
| DEF             |  | Santiago Urquiaga      |  |     |
| DEF             |  | Íñigo Liceranzu        |  |     |
| DEF             |  | Patxi Salinas          |  |     |
| DEF             |  | Luis de la Fuente      |  | 63' |
| MED             |  | Miguel de Andrés       |  |     |
| MED             |  | José Ramón Gallego 63' |  |     |
| MED             |  | Ismael Urtubi          |  |     |
| DEL             |  | José María Noriega     |  |     |
| DEL             |  | Manuel Sarabia         |  |     |
| DEL             |  | Estanislao Argote      |  |     |
| Sustituciones:  |  |                        |  |     |
| MED             |  | Miguel Ángel Sola      |  | 63' |
| MED             |  | Juan José Elgezabal    |  | 63' |
| Entrenador:     |  |                        |  |     |
| Javier Clemente |  |                        |  |     |

| F.C. Barcelona:    |  |                        |  |     |
|                    |  |                        |  |     |
| POR                |  | Javier Urruti          |  |     |
| DEF                |  | José Ramón Alexanko    |  |     |
| DEF                |  | Migueli                |  |     |
| DEF                |  | Julio Alberto          |  |     |
| MED                |  | Tente Sánchez          |  |     |
| MED                |  | Periko Alonso          |  |     |
| MED                |  | Esteban Vigo           |  | 73' |
| MED                |  | Víctor Muñoz           |  |     |
| DEL                |  | Lobo Carrasco          |  |     |
| DEL                |  | Urbano                 |  |     |
| DEL                |  | Marcos Alonso          |  | 82' |
| Sustituciones:     |  |                        |  |     |
| DEL                |  | Juan Carlos Pérez Rojo |  | 73' |
| DEL                |  | Paco Clos              |  | 82' |
| Entrenador:        |  |                        |  |     |
| César Luis Menotti |  |                        |  |     |

### Partido de vuelta
| 30 de noviembre de 1983 21:15 CET | F. C. Barcelona | 0 – 1 | Athletic Club | Camp Nou, Barcelona,                                        |                                                             |
|                                   |                 |       | Endika 2'     | Asistencia: 18 000 espectadores Árbitro(s): Soriano Aladrén | Asistencia: 18 000 espectadores Árbitro(s): Soriano Aladrén |

|  |  |

| F. C. Barcelona:   |  |                     |     |     |
|                    |  |                     |     |     |
| POR                |  | Javier Urruti       |     |     |
| DEF                |  | José Ramón Alexanko |     |     |
| DEF                |  | Migueli             |     |     |
| DEF                |  | Julio Alberto       | 26' |     |
| MED                |  | Tente Sánchez       |     |     |
| MED                |  | Periko Alonso       |     |     |
| MED                |  | Esteban Vigo        | 32' | 76' |
| MED                |  | Víctor Muñoz        |     |     |
| DEL                |  | Lobo Carrasco       |     |     |
| DEL                |  | Urbano              |     | 67' |
| DEL                |  | Marcos Alonso       |     |     |
| Sustituciones:     |  |                     |     |     |
| DEL                |  | Pichi Alonso        |     | 76' |
| DEL                |  | Quini               |     | 67' |
| Entrenador:        |  |                     |     |     |
| César Luis Menotti |  |                     |     |     |

| Athletic Club:  |  |                    |     |     |
|                 |  |                    |     |     |
| POR             |  | Andoni Zubizarreta |     |     |
| DEF             |  | Santiago Urquiaga  |     |     |
| DEF             |  | Luis de la Fuente  |     |     |
| DEF             |  | Patxi Bolaños      |     |     |
| DEF             |  | Genar Andrinua     |     |     |
| DEF             |  | Patxi Salinas      | 25' |     |
| MED             |  | Edorta Murúa       | 48' |     |
| MED             |  | Miguel Ángel Sola  |     | 30' |
| MED             |  | Rubén Bilbao       |     |     |
| DEL             |  | Endika Guarrotxena |     |     |
| DEL             |  | Julio Salinas      |     |     |
| Sustituciones:  |  |                    |     |     |
| MED             |  | Pizo Gómez         |     | 30' |
| Entrenador:     |  |                    |     |     |
| Javier Clemente |  |                    |     |     |

| Campeón Supercopa de España 1983 |
| -------------------------------- |
| F. C. Barcelona 1° Título        |

| Predecesor: Supercopa de España 1982 | Supercopa de España 1983 | Sucesor: Supercopa de España 1984 |

- Datos: Q2015863